# Manindra Agrawal
Manindra Agrawal (hindi : मणीन्द्र अग्रवाल) (20 mai 1966 à Allâhâbâd - ) est un mathématicien indien et professeur à l'Institut indien de technologie de Kanpur. C'est un des auteurs du test de primalité AKS.

## Biographie
Agrawal a obtenu son doctorat en 1991 à Institut indien de technologie de Kanpur sous la direction de Somenath Biswas.

## Travaux et distinctions
Agrawal est surtout connu pour le test de primalité qu'il a inventé avec Neeraj Kayal et Nitin Saxena. Pour cet algorithme ils ont reçu le Clay Research Award en 2002, le prix Gödel et le prix Fulkerson en 2006.